# Mastixia tetrandra
Mastixia tetrandra är en kornellväxtart som först beskrevs av Robert Wight och Thw., och fick sitt nu gällande namn av C. B. Cl. Mastixia tetrandra ingår i släktet Mastixia och familjen kornellväxter. Utöver nominatformen finns också underarten M. t. thwaitesii.